# Blascomillán
Blascomillán ist ein Ort und eine zentralspanische Gemeinde (municipio) mit 170 Einwohnern (Stand: 2024) in der Provinz Ávila in der Autonomen Region Kastilien-León. 

## Lage
Blascomillán befindet sich in den nördlichen Ausläufern der Sierra de Gredos gut 29 Kilometer westnordwestlich von Ávila in einer Höhe von 950 m. Das Klima im Winter ist kühl, im Sommer dagegen trotz der Höhenlage durchaus warm; der Regen (ca. 570 mm/Jahr) fällt – mit Ausnahme der nahezu regenlosen Sommermonate – verteilt übers ganze Jahr.

## Bevölkerungsentwicklung
| Jahr      | 1970 | 1981 | 1991 | 2001 | 2011 | 2021 |
| Einwohner | 685  | 479  | 377  | 272  | 210  | 181  |

## Sehenswürdigkeiten

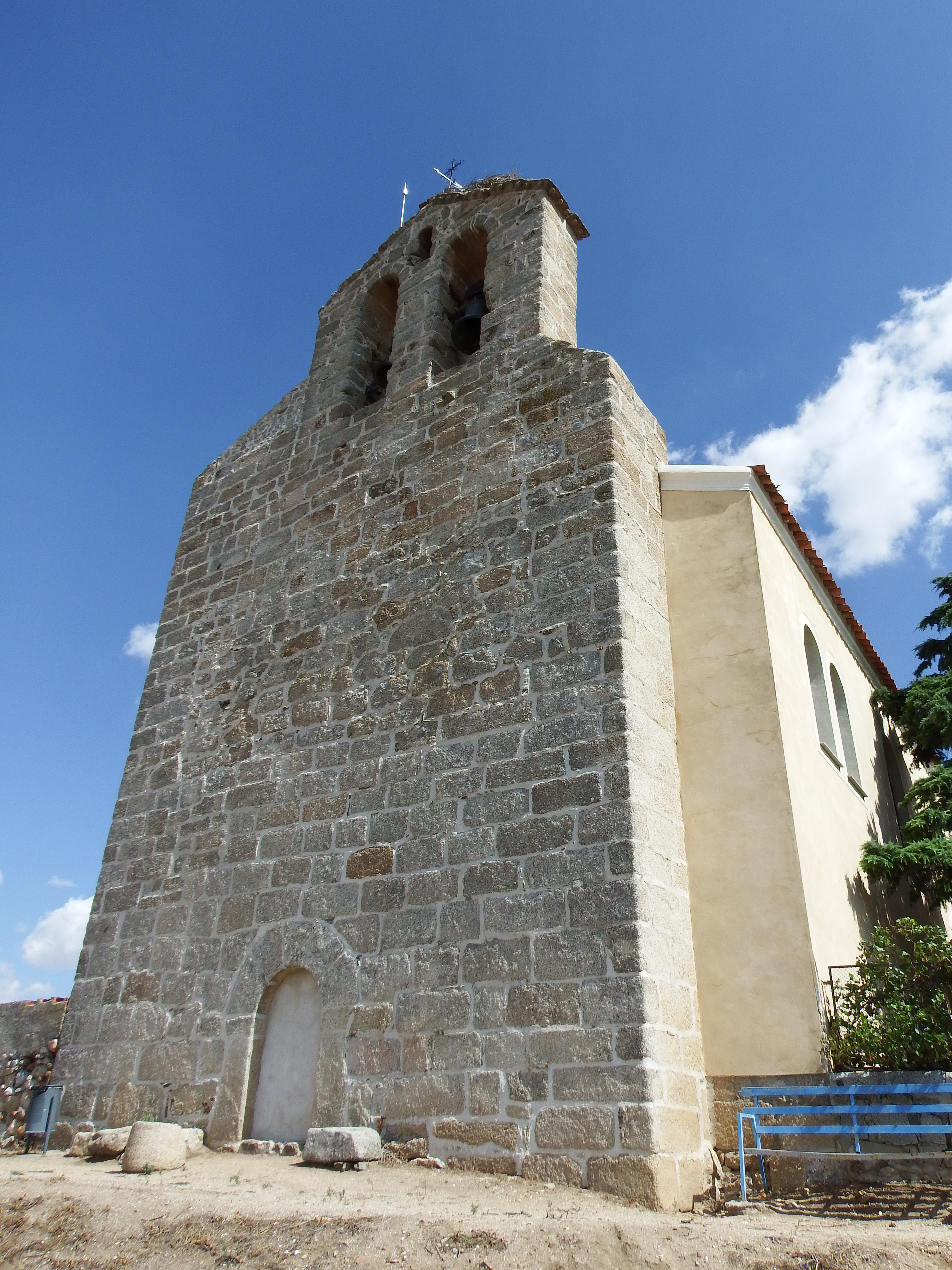
Milanuskirche
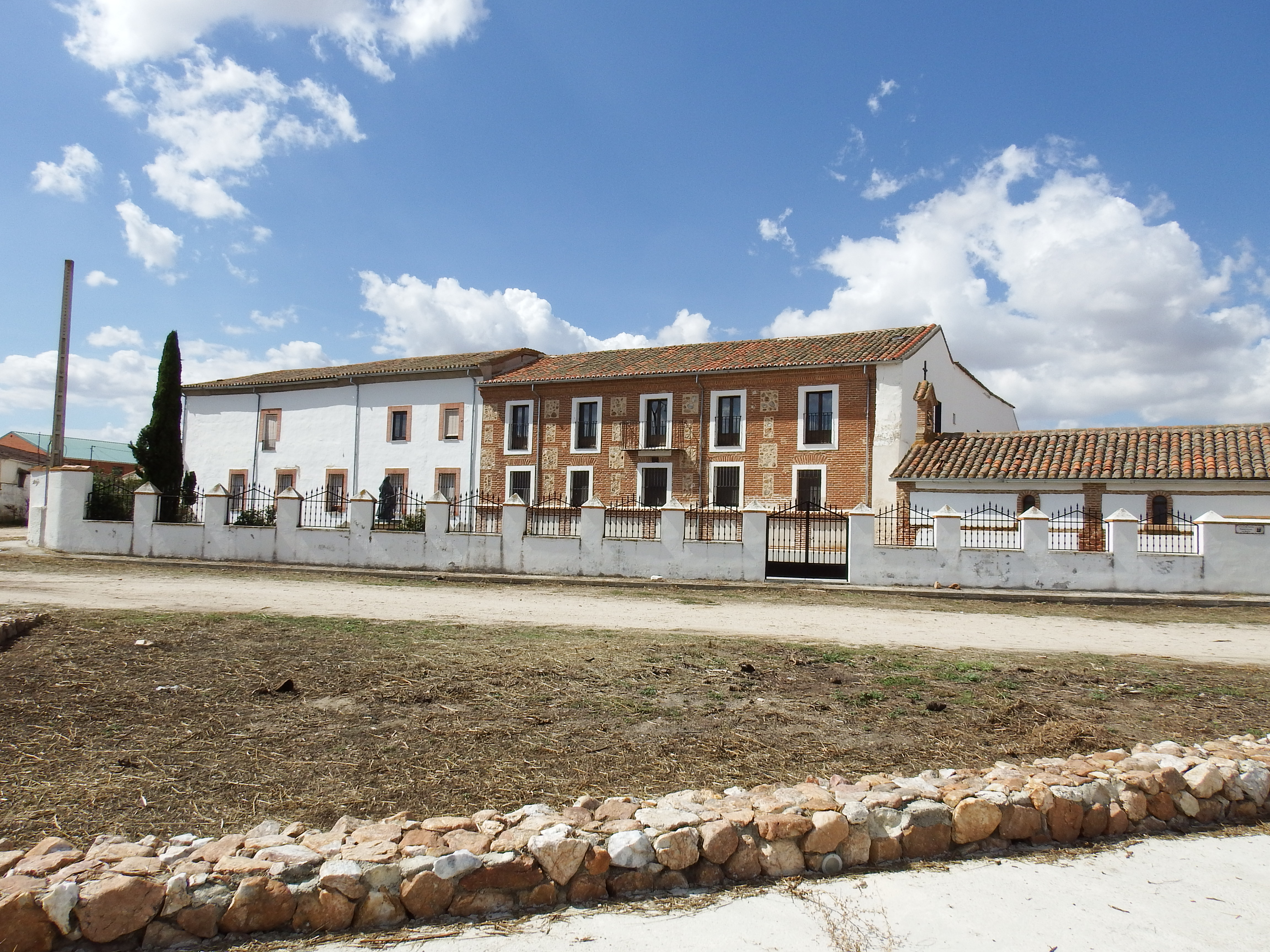
Konvent von Duruelo
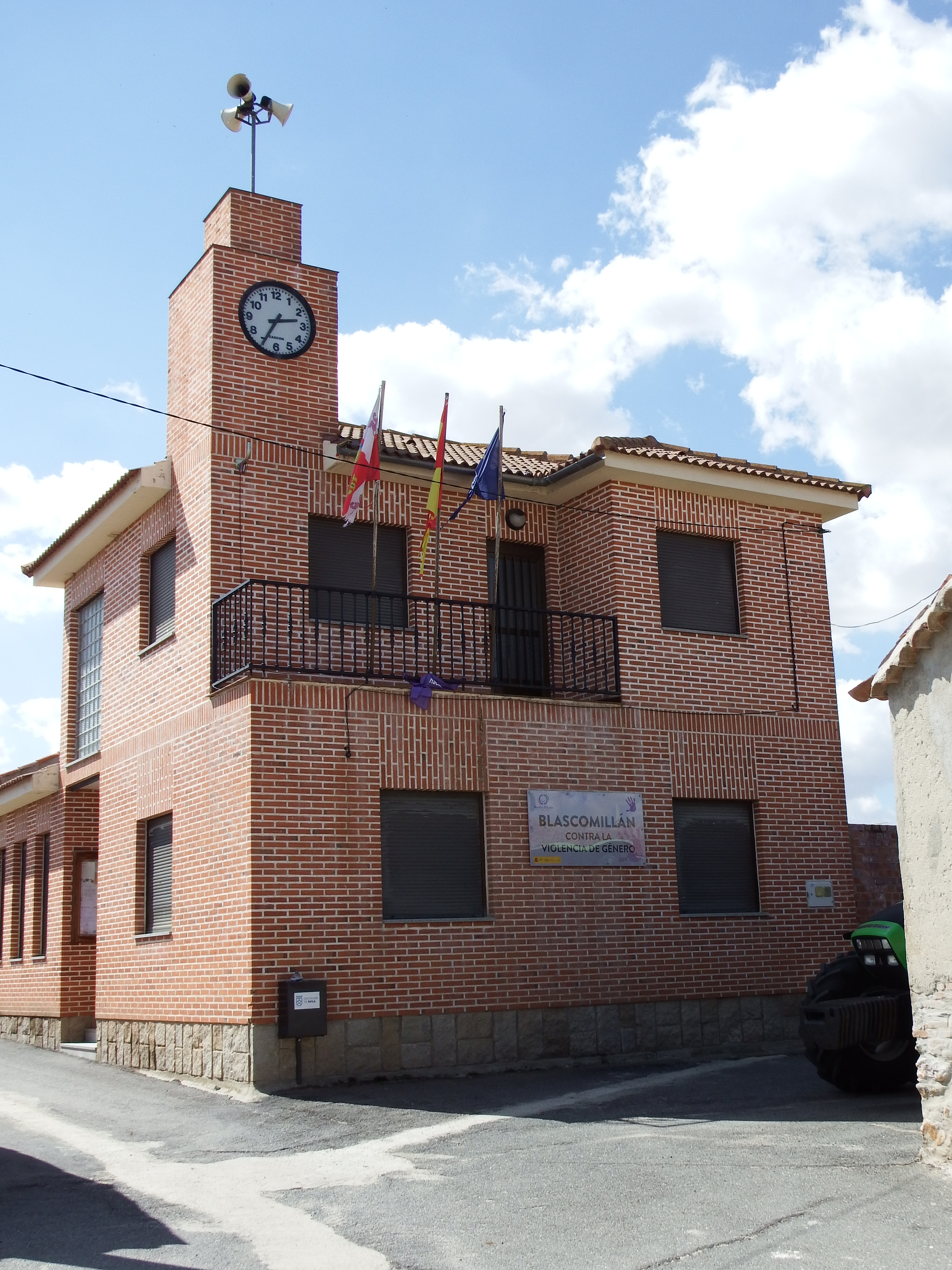
Rathaus

- Milanuskirche
- Konvent von Duruelo
- Rathaus